# Dag Solstad
Dag Solstad, né le 16 juillet 1941 à Sandefjord en Norvège et mort le 14 mars 2025  à Oslo, est un écrivain norvégien,.

## Biographie
Dag Solstad est installé en partie à Skillebekk (Oslo) et en partie à Berlin. Il a été marié deux fois dans le passé et a trois filles. Il est marié avec Therese Bjørneboe, fille de l'écrivain Jens Bjørneboe.
Dag Solstad ressort comme un romancier très cérébral, il a publié dès le début des articles et des essais qui commentent sa propre œuvre.

## Œuvres
Dag Solstad débute par un recueil de nouvelles Spiraler (Spirales) en 1965. On y découvre des personnes qui sont marquées par l'aspiration à quelque chose qui leur soit propre, mais qui ressentent l'existence comme plus ou moins factice ou absurde. Dans l'article Norsk prosa - europeisk modernisme (Prose norvégienne - modernisme européen) publié en 1967, Solstad exprime sa défiance à l'égard du roman traditionnel, et le souhait de mettre à jour la littérature norvégienne par rapport au modernisme européen. Il fait allusion ici entre autres à James Joyce, Marcel Proust, Alain Robbe-Grillet et Samuel Beckett.
Dans le recueil de nouvelles Svingstol (Fauteuil tournant) daté de 1967, il a changé de position. Ici et dans l'article Tingene og verden (Les choses et le monde) (1967), il se fait l'avocat d'une écriture concrète où les choses ne servent plus de symbole d'un état spirituel intérieur : « Nous voulons laisser la cafetière être la cafetière et la regarder sur la table du petit déjeuner, dans sa blancheur d'aluminium, et remplie de café fumant » déclare-t-il dans le texte célèbre Vi vil ikke gi kaffekjelen vinger (Nous ne donnerons plus d'ailes à la cafetière).
En 1969 parut le roman Irr! Grønt! (Vert-de-gris ! Vert !). Ici, la problématique principale est le rapport entre l'identité et le rôle. Le personnage principal, Geir Brevik, abandonne la chasse au soi, et adopte le point de vue que l'individu est égal à la somme des rôles qu'il prend successivement. La liberté réside dans le fait d'être conscient du jeu de rôles. Ce thème est choisi également dans l'article Om nødvendigheten av å leve inautentisk (De la nécessité d'une vie inauthentique).
Dans les années 1974-1980 suivent quatre romans qui satisfont l'attente exprimée par le mouvement communiste que les auteurs écrivent pour le peuple et que la littérature servent les masses laborieuses. D'abord parut 25. septemberplassen (Place du 25 septembre), qui dépeint une famille de travailleurs sur deux générations dans la Norvège social-démocrate, de la capitulation allemande en 1945 au référendum sur la CEE en 1972. Plus tard vint la trilogie de guerre Svik. Førkrigsår (Trahison. Avant la guerre), Krig. 1940 (Guerre. 1940) og Brød og våpen (Du pain et des armes), qui montre le conflit entre les communistes et les socialistes à travers une vaste galerie de portraits, à l'intérieur de la classe ouvrière norvégienne, avant, pendant et après la guerre. Tous ces romans sont des grands moments de la littérature historique réaliste du XXe siècle.
Dans deux romans, de 1982 à 1987, Gymnaslærer Pedersens beretning om den store politiske vekkelsen som har hjemsøkt vårt land (Le grand ébranlement qui a traversé notre pays - récit du professeur Pedersen) et Roman 1987 (Roman 1987), le parti joue un autre rôle. Les héros Knut Pedersen et Fjord reviennent sur les années au sein du parti et les relations au sein d' AKP(m-l) (en) sont traitées avec humour et une ironie indulgente. Dans Roman 1987 (Roman 1987), Fjord est finalement de retour là où Arild Asnes avait commencé en 1970, dans la désillusion.
Dans ses romans des années 1990 se produit un changement narratif. L'intrigue extérieure décline, et se concentre sur une situation saturée de sens. Ellevte roman, bok atten (Onzième roman, livre dix-huit) tourne autour de la figure de Bjørn Hansen dans son fauteuil roulant, dans lequel il se laisse volontairement enchaîner après avoir fait croire à son entourage qu'il était devenu paralysé. Dans Genanse og verdighet (Embarras et dignité) c'est la figure du professeur Elias Rukla, qui ne parvient pas à ouvrir son parapluie dans la cour du lycée, et qui illustre que le lien social s'effiloche pour laisser le personnage principal comme étranger au monde. Hansen, Rukla, le professeur Andersen et T. Singer partagent le sentiment que la culture et la société déclinent, et que la marchandisation et l'uniformisation prennent le pouvoir, et qu'ils se retrouvent en dehors de leur temps. Au lieu d'essayer de combattre le déclin, ils se retirent en eux-mêmes et finissent par être des spectateurs de la réalité qui les entoure. En parallèle à cette thématique du retrait, le style narratif devient plus philosophique et se rapproche de l'essai.
Dans 16/07/41 publié en 2002, Solstad se présente lui-même comme personnage principal. Nous y rencontrons apparemment l'écrivain en personne, qui à l'approche de la fin de son activité d'écrivain revient sur les évènements de sa propre jeunesse. Dans son dernier roman, Armand V., paru en 2006, Solstad utilise à nouveau un je qui selon toute vraisemblance coïncide avec sa propre biographie. En dehors de raconter l'histoire du destin d'un diplomate norvégien sous l'ordre mondial néo-impérialiste, il discute en parallèle de la genèse de ses propres romans. La question principale est de savoir si c'est l'écrivain qui écrit le roman, ou si le roman est prêt dès le départ, de telle sorte que le rôle de l'écrivain consiste à l'exhumer. Dans Armand V., Solstad proclame : « Mon œuvre s'est achevée avec T. Singer, écrit et publié en 1999. Tout ce qui peut suivre est une exception, qui ne se reproduira jamais. »
Medaljens forside (L'avers de la médaille) est une œuvre de commande pour l'industriel Aker, et elle raconte l'histoire de cette entreprise, avec pour indication de genre «en roman om Aker» («un roman sur Aker») sur la première page.
Dag Solstad est un spécialiste reconnu du football. Avec Jon Michelet il a ramené des comptes rendus livresques des coupes du monde 1982, 1986, 1990, 1994, et 1998.

### Romans
- Irr! Grønt! (1969)
- Arild Asnes, 1970 (1971)
- 25. septemberplassen (1974)
- Svik. Førkrigsår (1977)
- Krig. 1940 (1978)
- Brød og våpen (1980)
- Gymnaslærer Pedersens beretning om den store politiske vekkelsen som har hjemsøkt vårt land (1982)
- Forsøk på å beskrive det ugjennomtrengelige (Tentative de décrire l'impénétrable) (1984)
- Roman 1987 (1987)
- Medaljens forside (1990)
- Ellevte roman, bok atten (1992) Onzième roman, livre dix-huit, traduit par Jean-Baptiste Coursaud, Lausanne, Suisse, Éditions Noir sur Blanc, coll. « Notabilia », 2018, 240 p.  (ISBN 978-2-88250-527-9)
- Genanse og verdighet (1994) Honte et Dignité, traduit par Jean-Baptiste Coursaud, Montréal/Paris, Québec/France, Éditions Les Allusifs, 2008, 184 p.
- Professor Andersens natt (La nuit du professeur Andersen) (1996)
- T. Singer (1999)
- 16/07/41 (2002)
- Armand V. Fotnoter til en uutgravd roman (Armand V. Notes de bas de page d'un roman exhumé) (2006)
- 17. Roman (2009)

### Nouvelles et prose courte
- Spiraler (1965), recueil de nouvelles
- Svingstol (1967),  court ouvrage en prose

### Théâtre
- Georg: sit du godt? (1968) - avec Einar Økland
- Kamerat Stalin, eller familien Nordby (Camarade Staline, ou la famille Nordby) (1975)

### Articles et essais
- Tilbake til Pelle Erobreren (Retour sur Pelle le conquérant) (1977), article
- Sleng på byen (1983), essai
- 14 artikler på 12 år (14 articles en 12 ans) (1993)
- Artikler 1993-2004 (Articles 1993-2004) (2004)

### Livres
- VM i fotball 1982 (Coupe du monde de football 1982) - (1982) - avec Jon Michelet
- VM i fotball 1986 (Coupe du monde de football 1986) - (1986) - avec Jon Michelet
- VM i fotball 1990 (Coupe du monde de football 1990) - (1990) - avec Jon Michelet
- VM i fotball 1994 (Coupe du monde de football 1994) - (1994) - avec Jon Michelet
- VM i fotball 1998 (Coupe du monde de football 1998) - (1998) - avec Jon Michelet

### Scénarios
- Bryllupsfotografen, film réalisé par Johan Bergenstråhle en 1994.

### Adaptation cinématographique
- Professeur Pedersen (Gymnaslærer Pedersen) (2006), film réalisé par Hans Petter Moland, tiré du roman Gymnaslærer Pedersens beretning om den store politiske vekkelsen som har hjemsøkt vårt land paru en 1982.

## Prix
- Mads Wiel Nygaards  1969
- Prix de la critique 1969, pour Irr! Grønt!
- Prix de littérature de la Spraaklig samling 1982
- Prix du conseil nordique 1989, pour Roman 1987
- Prix de la critique 1992, for Ellevte roman, bok atten
- Prix Dobloug 1996
- Prix Gyldendal 1996
- Prix Brage 1998
- Prix de la critique 1999, pour T. Singer
- Prix littéraire du Vestfold 2001
- Prix Aschehoug 2004
- Prix Brage 2006, pour Armand V. Fotnoter til en uutgravd roman